# Concerto per pianoforte e orchestra n. 3 (Beethoven)
Il concerto per pianoforte e orchestra n. 3 di Ludwig van Beethoven è stato composto nel 1800, ma fu probabilmente abbozzato già nel 1797. È formato dai seguenti movimenti:
1. Allegro con brio (507 battute in 4/4)
2. Largo (89 battute in 3/8, Mi maggiore)
3. Rondò: Allegro (463 battute in 2/4)

La prima assoluta fu al Theater an der Wien il 5 aprile del 1803, con Beethoven stesso al pianoforte e sotto la direzione di Ignaz von Seyfried. L'anno successivo fu eseguito con Beethoven sul podio e Ferdinand Ries come solista.

## Descrizione tematica
Il primo movimento si apre con un tema fortemente assertivo in do minore (con risposte dei legni alla dominante del tono di impianto) che in diverse tonalità maggiori o minori si ripresenta per tutto il primo tempo. A questo tema se ne affianca un altro, ripetuto prima in mi bemolle maggiore (tonalità relativa di do minore) e poi in do maggiore, meno incisivo del precedente e più cantabile. All'inizio esso è proposto dal clarinetto, poi viene ripetuto ad alternanza prima dal pianoforte e poi dagli archi accompagnati dai legni. Dopo la proposta dei temi principali da parte dell'intera orchestra, con una serie di scale in do minore melodica entra il pianoforte.
Il secondo movimento è un largo in mi maggiore. Il pianoforte espone il tema principale cui un altro fa seguito suonato dall'intera orchestra. Dopo di ciò il esso esporrà un motivo ricco di arpeggi e scale di terze accompagnato da un'orchestra quasi silenziosa. I due temi iniziali vengono ripetuti con alcune variazioni verso la conclusione del brano. Il movimento si conclude con arpeggi in mi maggiore eseguiti prima dal pianoforte e poi dall'orchestra e con un solenne accordo di tonica dell'orchestra.
Il terzo movimento è un allegro, grazioso, quasi spiritoso. Il pianoforte espone il tema principale in do minore poi ripetuto dall'orchestra e da se stesso, con dovute modifiche, in mi bemolle maggiore, intervallandone le esecuzioni con piccolissime cadenze. A metà Beethoven inserisce un tema in la bemolle maggiore in cui prevale l'uso dei clarinetti, mentre il piano, eccezion fatta per alcuni punti, tace o trilla sul mi bemolle. Dopo l'ultima delle tre cadenze (usate come intervallo tra i pezzi del movimento), viene eseguita la parte finale in do maggiore. I violini, giocando cromaticamente con i flauti, propongono un tema che poi sarà il pianoforte a concludere; fino a terminare con una serie di cadenze. (nel classico ictus maschile femminilizzato beethoveniano.)

## Discografia
- Artur Schnabel, Issay Dobrowen (30 e 31 maggio 1947)
- Daniel Barenboim, Philharmonia Orchestra, Otto Klemperer (ottobre 1967, EMI C065-01980)
- Wilhelm Kempff, Berliner Philharmoniker, Ferdinand Leitner (DGG 138776/ST 33/SLPM)
- Julius Katchen, London Symphony Orchestra, Pierino Gamba, Decca Records,SDD 226
- Ludwig Hoffmann, Orchestra Philharmonia Hungarica, Miltiadīs Carydīs,Somerset SM 147
- Bruno Leonardo Gelber, Philharmonia Orchestra, Ferdinand Leitner, EMI 3C083-10444
- Artur Schnabel, London Philharmonic Orchestra, Wilhelm Sargent, La Voce del Padrone, DB 1940/1/2/3/4
- Martha Argerich, Mahler Chamber Orchestra, Claudio Abbado, live in Ferrara, febbraio 2004, Deutsche Grammophon